# Природно-заповідний фонд Одеської області
Природно-заповідний фонд Одеської області — природні комплекси й об'єкти на території Одеської області, що мають особливу природоохоронну, наукову, естетичну, рекреаційну й іншу цінність і виділені з метою збереження природного різноманіття ландшафтів, генофонду тваринного і рослинного світу, підтримання загального екологічного балансу, забезпечення фонового моніторингу навколишнього природного середовища.
| №на карті                           | Назва об'єкта                            | Тип, категорія, значення            | Площа, га | Рік створення | Розташування, район(-и)                                                  | Координати                                                               |
| ----------------------------------- | ---------------------------------------- | ----------------------------------- | --------- | ------------- | ------------------------------------------------------------------------ | ------------------------------------------------------------------------ |
| Біосферні заповідники               |                                          |                                     |           |               |                                                                          |                                                                          |
| 1                                   | Дунайський біосферний заповідник         | Біосферний заповідник               | 46402.9   | 1998          | Ізмаїльський район                                                       |                                                                          |
| Національні природні парки          |                                          |                                     |           |               |                                                                          |                                                                          |
|                                     | Тузловські лимани                        | Національний природний парк         | 27865.0   | 2010          | Білгород-Дністровський район                                             |                                                                          |
|                                     | Нижньодністровський                      | Національний природний парк         | 21311.1   | 2008          | Білгород-Дністровський район, Одеський район                             |                                                                          |
| Регіональні ландшафтні парки        |                                          |                                     |           |               |                                                                          |                                                                          |
| 2                                   | Ізмаїльські острови                      | Регіональний ландшафтний парк       | 1366.0    | 1993          | Ізмаїльський район                                                       |                                                                          |
| 3                                   | Тилігульский                             | Регіональний ландшафтний парк       | 13954.0   | 1997          | Березівський район, Одеський район                                       |                                                                          |
| Заказники                           |                                          |                                     |           |               |                                                                          |                                                                          |
| 4                                   | Острів Зміїний                           | Заказник загальнозоологічний        | 232.0     | 1998          | Ізмаїльський район                                                       | 45°15′18″ пн. ш. 30°12′15″ сх. д. / 45.25500° пн. ш. 30.20417° сх. д.    |
| 5                                   | Дальницький                              | Заказник ботанічний                 | 1024.0    | 1974          | Одеський район                                                           | 46°24′00″ пн. ш. 30°32′00″ сх. д. / 46.40000° пн. ш. 30.53333° сх. д.    |
| 6                                   | Петрівський                              | Заказник загальнозоологічний        | 340.0     | 1974          | Березівський район                                                       | 46°57′30″ пн. ш. 30°57′00″ сх. д. / 46.95833° пн. ш. 30.95000° сх. д.    |
| 7                                   | Савранський ліс                          | Заказник ландшафтний                | 8397.0    | 1984          | Подільський район                                                        | 48°05′00″ пн. ш. 30°05′00″ сх. д. / 48.08333° пн. ш. 30.08333° сх. д.    |
| 8                                   | Староманзирський                         | Заказник ботанічний                 | 128.0     | 1974          | Болградський район                                                       | 46°28′30″ пн. ш. 29°20′30″ сх. д. / 46.47500° пн. ш. 29.34167° сх. д.    |
| 9                                   | Коса Стрілка                             | Заказник орнітологічний             | 394.0     | 1974          | Березівський район                                                       | 46°55′38″ пн. ш. 31°00′00″ сх. д. / 46.92722° пн. ш. 31.00000° сх. д.    |
| 10                                  | Павлівський                              | Заказник ботанічний                 | 403.0     | 1998          | Роздільнянський район                                                    | 47°13′50″ пн. ш. 29°37′30″ сх. д. / 47.23056° пн. ш. 29.62500° сх. д.    |
| 11                                  | Долинський                               | Заказник ботанічний                 | 815.0     | 1998          | Подільський район                                                        | 47°34′45″ пн. ш. 29°58′00″ сх. д. / 47.57917° пн. ш. 29.96667° сх. д.    |
| 12                                  | Жовтневий                                | Заказник ентомологічний             | 15.0      | 1983          | Болградський район                                                       | 45°38′00″ пн. ш. 28°42′50″ сх. д. / 45.63333° пн. ш. 28.71389° сх. д.    |
| 13                                  | Ліски                                    | Заказник ботанічний                 | 107.0     | 1978          | Ізмаїльський район                                                       | 45°26′25″ пн. ш. 29°34′15″ сх. д. / 45.44028° пн. ш. 29.57083° сх. д.    |
| 14                                  | Діброва Могилевська                      | Заказник ландшафтний                | 45.0      | 1972          | Болградський район                                                       | 46°27′31″ пн. ш. 29°19′00″ сх. д. / 46.45861° пн. ш. 29.31667° сх. д.    |
| 15                                  | Лиманський                               | Заказник ландшафтний                | 65.0      | 1982          | Білгород-Дністровський район                                             | 46°15′40″ пн. ш. 30°10′40″ сх. д. / 46.26111° пн. ш. 30.17778° сх. д.    |
| 16                                  | Бендзарський ліс                         | Заказник ландшафтний                | 30.0      | 1993          | Подільський район                                                        | 47°54′35″ пн. ш. 29°40′20″ сх. д. / 47.90972° пн. ш. 29.67222° сх. д.    |
| 17                                  | Коритнівський                            | Заказник ентомологічний             | 25.0      | 1983          | Подільський район                                                        | 47°58′40″ пн. ш. 29°41′30″ сх. д. / 47.97778° пн. ш. 29.69167° сх. д.    |
| 18                                  | Діброва болотного дуба                   | Заказник ландшафтний                | 21.40     | 1984          | Одеський район                                                           | 46°32′40″ пн. ш. 29°57′30″ сх. д. / 46.54444° пн. ш. 29.95833° сх. д.    |
| 19                                  | Костянська балка                         | Заказник ботанічний                 | 28.00     | 1993          | Роздільнянський район                                                    | 46°44′30″ пн. ш. 30°28′10″ сх. д. / 46.74167° пн. ш. 30.46944° сх. д.    |
| 20                                  | Чегодарівський                           | Заказник ландшафтний                | 46.65     | 1983          | Березівський район                                                       | 47°22′30″ пн. ш. 30°02′30″ сх. д. / 47.37500° пн. ш. 30.04167° сх. д.    |
| 21                                  | Сосновий ліс                             | Заказник лісний                     | 8.40      | 1980          | Подільський район                                                        | 48°08′20″ пн. ш. 30°11′20″ сх. д. / 48.13889° пн. ш. 30.18889° сх. д.    |
| 22                                  | Діброва Манзирська                       | Заказник ландшафтний                | 100.0     | 1972          | Болградський район                                                       | 46°26′30″ пн. ш. 29°20′00″ сх. д. / 46.44167° пн. ш. 29.33333° сх. д.    |
| 23                                  | Тилігульський пересип                    | Заказник орнитологічний             | 390.0     | 1983          | Одеський район                                                           | 46°38′10″ пн. ш. 31°10′30″ сх. д. / 46.63611° пн. ш. 31.17500° сх. д.    |
| 24                                  | Каїрівський                              | Заказник ландшафтний                | 150.0     | 1993          | Березівський район                                                       | 46°55′00″ пн. ш. 30°59′30″ сх. д. / 46.91667° пн. ш. 30.99167° сх. д.    |
| 25                                  | Новомиколаївський                        | Заказник ландшафтний                | 315.0     | 1993          | Березівський район                                                       | 46°58′20″ пн. ш. 30°53′20″ сх. д. / 46.97222° пн. ш. 30.88889° сх. д.    |
| 26                                  | Верхній ліс                              | Заказник ландшафтний                | 380.0     | 1984          | Березівський район                                                       | 46°49′00″ пн. ш. 30°32′50″ сх. д. / 46.81667° пн. ш. 30.54722° сх. д.    |
| 27                                  | Фрасине                                  | Заказник ландшафтний                | 421.0     | 1980          | Роздільнянський район                                                    | 47°10′00″ пн. ш. 29°38′00″ сх. д. / 47.16667° пн. ш. 29.63333° сх. д.    |
| 28                                  | Шептереди                                | Заказник ландшафтний                | 1016.0    | 1978          | Роздільнянський район                                                    | 47°19′00″ пн. ш. 29°40′00″ сх. д. / 47.31667° пн. ш. 29.66667° сх. д.    |
| 29                                  | Осинівський                              | Заказник ландшафтний                | 531.0     | 1980          | Березівський район                                                       | 47°19′00″ пн. ш. 30°10′40″ сх. д. / 47.31667° пн. ш. 30.17778° сх. д.    |
| 30                                  | Заводівський                             | Заказник ландшафтний                | 93.0      | 1980          | Березівський район                                                       | 47°13′40″ пн. ш. 30°52′00″ сх. д. / 47.22778° пн. ш. 30.86667° сх. д.    |
| 31                                  | Березівський                             | Заказник ландшафтний                | 1503.0    | 1982          | Подільський район                                                        | 48°01′30″ пн. ш. 29°14′00″ сх. д. / 48.02500° пн. ш. 29.23333° сх. д.    |
| 32                                  | Лісничівка                               | Заказник ботанічний                 | 3176.0    | 1984          | Подільський район                                                        | 48°01′30″ пн. ш. 29°34′00″ сх. д. / 48.02500° пн. ш. 29.56667° сх. д.    |
| 33                                  | Даничеве                                 | Заказник ландшафтний                | 354.0     | 1993          | Подільський район                                                        | 48°07′12″ пн. ш. 29°41′12″ сх. д. / 48.12000° пн. ш. 29.68667° сх. д.    |
| 34                                  | Калинівський                             | Заказник ботанічний                 | 92.0      | 1993          | Одеський район                                                           | 46°52′45″ пн. ш. 31°02′15″ сх. д. / 46.87917° пн. ш. 31.03750° сх. д.    |
| 35                                  | Тополине                                 | Заказник ландшафтний                | 68.0      | 2001          | Болградський район                                                       | 45°37′00″ пн. ш. 28°37′20″ сх. д. / 45.61667° пн. ш. 28.62222° сх. д.    |
| 36                                  | Виноградівка                             | Заказник ландшафтний                | 297.0     | 2001          | Болградський район                                                       | 45°37′20″ пн. ш. 28°35′00″ сх. д. / 45.62222° пн. ш. 28.58333° сх. д.    |
| 37                                  | Лунг                                     | Заказник ландшафтний                | 799.0     | 2001          | Ізмаїльський район                                                       | 45°22′00″ пн. ш. 28°57′20″ сх. д. / 45.36667° пн. ш. 28.95556° сх. д.    |
|                                     | Філофорне поле Зернова                   | Заказник ботанічний                 | 402500    | 2008          | акваторія Чорного моря (Одеська, Миколаївська, Херсонська обл., АР Крим) | 45°31′00″ пн. ш. 31°10′40″ сх. д. / 45.51667° пн. ш. 31.17778° сх. д.    |
|                                     | Селіванівський                           | Заказник ландшафтний                | 80        | 2012          | Подільський район                                                        |                                                                          |
|                                     | Тарутинський степ                        | Заказник ландшафтний                | 5200      | 2012          | Болградський район                                                       |                                                                          |
|                                     | Лузанівський ліс                         | Заказник ландшафтний                | 116.67    | 2008          | Одеський район                                                           |                                                                          |
|                                     | Новопавлівський                          | Заказник ботанічний                 | 118,43    | 2012          | Березівський район                                                       |                                                                          |
| Пам'ятки природи                    |                                          |                                     |           |               |                                                                          |                                                                          |
| 38                                  | Михайлопольський                         | Пам'ятка природи ботанічна          | 5.50      | 1984          | Березівський район                                                       |                                                                          |
| 39                                  | Одеські катакомби                        | Пам'ятка природи геологічна         | 4.670     | 1963          | Одеса                                                                    |                                                                          |
| 40                                  | Баранівський ліс (втрачена) (відновлена) | Пам'ятка природи ботанічна          | 4.1/163.0 | 1972/2009     | Ізмаїльський район                                                       |                                                                          |
| 41                                  | Гребеники                                | Пам'ятка природи геологічна         | 0.30      | 1972          | Роздільнянський район                                                    |                                                                          |
| 42                                  | Джерело «Канава»                         | Пам'ятка природи гідрологічна       | 0.20      | 1979          | Подільський район                                                        |                                                                          |
| 43                                  | Джерело «Зустріч»                        | Пам'ятка природи гідрологічна       | 0.20      | 1993          | Подільський район                                                        |                                                                          |
| 44                                  | Джерело «Слободка»                       | Пам'ятка природи гідрологічна       | 0.20      | 1993          | Подільський район                                                        |                                                                          |
| 45                                  | Дубрава Лабушна                          | Пам'ятка природи ботанічна          | 0.60      | 1972          | Подільський район                                                        |                                                                          |
| 46                                  | Віковий дуб                              | Пам'ятка природи ботанічна          | 0.020     | 1973          | Подільський район                                                        |                                                                          |
|                                     | Віковий дуб                              | Пам'ятка природи ботанічна          | 0.20      | 2000          | Подільський район                                                        |                                                                          |
|                                     | Віковий дуб                              | Пам'ятка природи ботанічна          | 0.15      | 1972          | Одеса                                                                    |                                                                          |
| 47                                  | Джерело «Кішево»                         | Пам'ятка природи гідрологічна       | 0.010     | 1972          | Подільський район                                                        |                                                                          |
| 48                                  | Джерело «Огруд»                          | Пам'ятка природи гідрологічна       | 0.010     | 1972          | Подільський район                                                        |                                                                          |
| 49                                  | Дубовий гай (втрачена)                   | Пам'ятка природи ботанічна          | 2.90      | 1972          | Ізмаїльський район                                                       |                                                                          |
| 50                                  | Дубово-сосновий гай (втрачена)           | Пам'ятка природи ботанічна          | 2.90      | 1972          | Ізмаїльський район                                                       |                                                                          |
| 51                                  | Акацієвий гай (втрачена)                 | Пам'ятка природи ботанічна          | 1.10      | 1972          | Ізмаїльський район                                                       |                                                                          |
| 52                                  | Новоіванівський                          | Пам'ятка природи ботанічна          | 2.00      | 1993          | Болградський район                                                       |                                                                          |
| 53                                  | Дубрава Арцизська                        | Пам'ятка природи ботанічна          | 2.00      | 1972          | Болградський район                                                       |                                                                          |
| 54                                  | Перша дубрава червоного дубу             | Пам'ятка природи ботанічна          | 1.70      | 1973          | Подільський район                                                        |                                                                          |
| 55                                  | Друга дубрава червоного дубу             | Пам'ятка природи ботанічна          | 1.30      | 1972          | Подільський район                                                        |                                                                          |
| 56                                  | Джерело «Гайдамацька криниця»            | Пам'ятка природи гідрологічна       | 0.20      | 1972          | Подільський район                                                        |                                                                          |
| 57                                  | Пушкінський платан                       | Пам'ятка природи ботанічна          | 0.010     | 1972          | Одеса                                                                    |                                                                          |
| 58                                  | Суворовський                             | Пам'ятка природи ботанічна          | 1.00      | 1993          | Одеса                                                                    |                                                                          |
| 59                                  | Акація біла                              | Пам'ятка природи ботанічна          | 0.015     | 1983          | Одеса                                                                    |                                                                          |
| 60                                  | Акація біла                              | Пам'ятка природи ботанічна          | 0.020     | 1993          | Одеса                                                                    |                                                                          |
| 61                                  | Акація біла (втрачена)                   | Пам'ятка природи ботанічна          | 0.02      | 1993          | Одеса                                                                    |                                                                          |
| 62                                  | В'яз гладкий (втрачена)                  | Пам'ятка природи ботанічна          | 0.020     | 1993          | Одеса                                                                    |                                                                          |
| 63                                  | Гінкго білоба                            | Пам'ятка природи ботанічна          | 0.020     | 1972          | Одеса                                                                    |                                                                          |
| 64                                  | Гінкго білоба                            | Пам'ятка природи ботанічна          | 0.20      | 1983          | Одеса                                                                    |                                                                          |
| 65                                  | Гінкго білоба                            | Пам'ятка природи ботанічна          | 0.020     | 1979          | Одеса                                                                    |                                                                          |
| 66                                  | Дуб білий                                | Пам'ятка природи ботанічна          | 0.02      | 1993          | Одеса                                                                    |                                                                          |
| 67                                  | Дуб звичайний                            | Пам'ятка природи ботанічна          | 0.20      | 1979          | Одеса                                                                    |                                                                          |
| 68                                  | Дуб звичайний                            | Пам'ятка природи ботанічна          | 0.040     | 1993          | Одеса                                                                    |                                                                          |
| 69                                  | Дуб звичайний                            | Пам'ятка природи ботанічна          | 0.020     | 1993          | Одеса                                                                    |                                                                          |
| 70                                  | Дуб звичайний                            | Пам'ятка природи ботанічна          | 0.020     | 1993          | Одеса                                                                    |                                                                          |
| 71                                  | Дуб зонтичний (втрачена)                 | Пам'ятка природи ботанічна          | 0.015     | 1972          | Одеса                                                                    |                                                                          |
|                                     | Дуб «Чорна ніч»                          | Пам'ятка природи ботанічна          |           | (1984)        | Одеса                                                                    |                                                                          |
|                                     | Дуб Лемме                                | Пам'ятка природи ботанічна          | 0.01      | 2010          | Одеса                                                                    |                                                                          |
|                                     | Липа Лемме                               | Пам'ятка природи ботанічна          | 0.01      | 2010          | Одеса                                                                    |                                                                          |
| 72                                  | Каркас західний (втрачена)               | Пам'ятка природи ботанічна          | 0.20      | 1979          | Одеса                                                                    |                                                                          |
| 73                                  | Кедр річковий                            | Пам'ятка природи ботанічна          | 0.20      | 1984          | Одеса                                                                    |                                                                          |
| 74                                  | Каштан конський                          | Пам'ятка природи ботанічна          | 0.015     | 1984          | Одеса                                                                    |                                                                          |
| 75                                  | Каштан конський                          | Пам'ятка природи ботанічна          | 0.010     | 1979          | Одеса                                                                    |                                                                          |
| 76                                  | Клен гостролистий (втрачена)             | Пам'ятка природи ботанічна          | 0.015     | 1983          | Одеса                                                                    |                                                                          |
| 77                                  | Липа американська                        | Пам'ятка природи ботанічна          | 0.02      | 1993          | Одеса                                                                    |                                                                          |
| 78                                  | Платан західний                          | Пам'ятка природи ботанічна          | 0.02      | 1983          | Одеса                                                                    |                                                                          |
| 79                                  | Платан західний                          | Пам'ятка природи ботанічна          | 0.01      | 1972          | Одеса                                                                    |                                                                          |
| 80                                  | Платан західний                          | Пам'ятка природи ботанічна          | 0.01      | 1972          | Одеса                                                                    |                                                                          |
|                                     | Платан західний                          | Пам'ятка природи ботанічна          | 0.01      | 1972          | Одеса                                                                    |                                                                          |
|                                     | Платан західний                          | Пам'ятка природи ботанічна          | 0.01      | 1972          | Одеса                                                                    |                                                                          |
|                                     | Платан західний                          | Пам'ятка природи ботанічна          | 0.01      | 1972          | Одеса                                                                    |                                                                          |
|                                     | Платан західний                          | Пам'ятка природи ботанічна          | 0.01      | 1972          | Одеса                                                                    |                                                                          |
|                                     | Платан західний (втрачена)               | Пам'ятка природи ботанічна          | 0.01      | 1979/84       | Одеса                                                                    |                                                                          |
| 81                                  | Груша Адамівська                         | Пам'ятка природи ботанічна          | 0.01      | 2012          | Березівський район                                                       |                                                                          |
|                                     | Софора японська                          | Пам'ятка природи ботанічна          | 0.01      | 1972          | Одеса                                                                    |                                                                          |
|                                     | Тис ягідний                              | Пам'ятка природи ботанічна          | 0.02      | 1993          | Одеса                                                                    |                                                                          |
|                                     | Тополя канадська                         | Пам'ятка природи ботанічна          | 0.01      | 1983          | Одеса                                                                    |                                                                          |
|                                     | Тополя канадська                         | Пам'ятка природи ботанічна          | 0.02      | 1983          | Одеса                                                                    |                                                                          |
|                                     | Тополя канадська (втрачена)              | Пам'ятка природи ботанічна          | 0.02      | 1972/84       | Одеса                                                                    |                                                                          |
|                                     | Тополя канадська (втрачена)              | Пам'ятка природи ботанічна          | 0.02      | 1972/84       | Одеса                                                                    |                                                                          |
|                                     | Тополя Боле (втрачена)                   | Пам'ятка природи ботанічна          | 0.015     | 1972/84       | Одеса                                                                    |                                                                          |
|                                     | Пушкінська тополя                        | Пам'ятка природи ботанічна          |           | 1983          | Одеса                                                                    |                                                                          |
|                                     | Тополя чорна                             | Пам'ятка природи ботанічна          | 0.02      | 1993          | Одеса                                                                    |                                                                          |
|                                     | Казковий                                 | Пам'ятка природи ботанічна          | 0.61      | 1993          | Подільський район                                                        |                                                                          |
| Заповідні урочища                   |                                          |                                     |           |               |                                                                          |                                                                          |
| 96                                  | Дністровські плавні                      | Заповідне урочище                   | 7620.0    | 1993          | Одеський район                                                           |                                                                          |
| 97                                  | Байтали                                  | Заповідне урочище                   | 1735.0    | 1980          | Подільський район                                                        |                                                                          |
| 98                                  | Чабанка                                  | Заповідне урочище                   | 1611.0    | 1980          | Подільський район                                                        |                                                                          |
| 99                                  | Кішево (Кішевська Дача)                  | Заповідне урочище                   | 2844.0    | 1980          | Подільський район                                                        |                                                                          |
| Пам'ятки садово-паркового мистецтва |                                          |                                     |           |               |                                                                          |                                                                          |
| 100                                 | Кардамичевський                          | Пам'ятка садово-паркового мистецтва | 49.00     | 1960          | Роздільнянський район                                                    |                                                                          |
| 101                                 | Червоноармійський дендропарк             | Пам'ятка садово-паркового мистецтва | 55.00     | 1979          | Болградський район                                                       |                                                                          |
| 102                                 | Сергїєвський                             | Пам'ятка садово-паркового мистецтва | 18.00     | 1993          | Білгород-Дністровський район                                             |                                                                          |
| 103                                 | Парк Дністр                              | Пам'ятка садово-паркового мистецтва | 10.00     | 1973          | Одеський район                                                           |                                                                          |
| 104                                 | Парк дитячого санаторію                  | Пам'ятка садово-паркового мистецтва | 58.00     | 1973          | Одеський район                                                           |                                                                          |
| 105                                 | Коханівка                                | Пам'ятка садово-паркового мистецтва | 260.00    | 1973          | Подільський район                                                        |                                                                          |
| 106                                 | Велекруч-Негай                           | Пам'ятка садово-паркового мистецтва | 936.00    | 1980          | Подільський район                                                        |                                                                          |
| 107                                 | Парк ім. Шевченка                        | Пам'ятка садово-паркового мистецтва | 50.60     | 1972          | Одеса                                                                    |                                                                          |
| 108                                 | Дюковський парк                          | Пам'ятка садово-паркового мистецтва | 28.10     | 1972          | Одеса                                                                    |                                                                          |
| 109                                 | Парк ім. Савицького                      | Пам'ятка садово-паркового мистецтва | 26.70     | 1972          | Одеса                                                                    |                                                                          |
| 110                                 | Міський сад                              | Пам'ятка садово-паркового мистецтва | 1.860     | 1972          | Одеса                                                                    |                                                                          |
| 111                                 | Гідропарк "Лузанівка"                    | Пам'ятка садово-паркового мистецтва | 16.80     | 1972          | Одеса                                                                    |                                                                          |
| 112                                 | Дендропарк Перемоги                      | Пам'ятка садово-паркового мистецтва | 51.60     | 1972          | Одеса                                                                    |                                                                          |
| 113                                 | Парк Студентський                        | Пам'ятка садово-паркового мистецтва | 7.60      | 1984          | Одеса                                                                    |                                                                          |
| 114                                 | Парк санаторію ім. Чкалова               | Пам'ятка садово-паркового мистецтва | 18.00     | 1972          | Одеса                                                                    |                                                                          |
| 115                                 | Парк санаторію «Аркадія»                 | Пам'ятка садово-паркового мистецтва | 15.00     | 1972          | Одеса                                                                    |                                                                          |
| 116                                 | Юнатський парк                           | Пам'ятка садово-паркового мистецтва | 1.20      | 1972          | Одеса                                                                    |                                                                          |
|                                     | Парк інституту ім. В. П. Філатова        | Пам'ятка садово-паркового мистецтва | 6.09      | 2008          | Одеса                                                                    |                                                                          |
|                                     | Парк санаторію ім. Горького              | Пам'ятка садово-паркового мистецтва | 8.28      | 2009          | Одеса                                                                    |                                                                          |
| 117                                 | Болградський міський парк                | Пам'ятка садово-паркового мистецтва | 19.10     | 1972          | Болградський район                                                       |                                                                          |
| 118                                 | Міський сад                              | Пам'ятка садово-паркового мистецтва | 1.50      | 1972          | Ізмаїльський район                                                       | 45°20′27.5″ пн. ш. 28°50′01″ сх. д. / 45.340972° пн. ш. 28.83361° сх. д. |
| 119                                 | Ракуловський                             | Пам'ятка садово-паркового мистецтва | 4.10      | 1973          | Балтський район                                                          |                                                                          |
| 120                                 | Марьїн гай                               | Пам'ятка садово-паркового мистецтва | 48.00     | 1972          | Березівський район                                                       |                                                                          |
| 121                                 | Гетьманівський                           | Пам'ятка садово-паркового мистецтва | 2.40      | 1972          | Савранський район                                                        | 48°4′24″ пн. ш. 29°59′14″ сх. д. / 48.07333° пн. ш. 29.98722° сх. д.     |
| Ботанічні сади                      |                                          |                                     |           |               |                                                                          |                                                                          |
| 122                                 | Ботанічний сад ОНУ                       | Ботанічний сад                      | 16.00     | 1983          | Одеса                                                                    |                                                                          |
| Зоологічні парки                    |                                          |                                     |           |               |                                                                          |                                                                          |
| 123                                 | Одеський зоопарк                         | Зоологічний парк                    | 6.50      | 1938          | Одеса                                                                    |                                                                          |

## Схеми
Позначення на картах деяких об'єктів природно-заповідного фонду (номер у першому стовпчику таблиці).
|  |  |  |